# آه بطنار يونيكوب
آه بطنار یونیكوب (بالإنجليزية: Ah Patnar uinicob)‏ أربعة آلهة في الديانة المايانية في أمريكا الوسطى، يسكبون الماء من الجرار على الأرض، فيتساقط المطر ثمانية أيام؛ وبذلك ينتهي موسم الجفاف في 3 مايو. ويستمر الاحتفال بالمطر لمدة ثمانية أيام.